# Postępowanie uproszczone cywilne
Postępowanie uproszczone – jedno z postępowań odrębnych, uregulowane Kodeksem postępowania cywilnego.
Przepisy dotyczące tegoż postępowania wprowadzono do Kodeksu ustawą z dnia 24 maja 2000 r. o zmianie ustawy – Kodeks postępowania cywilnego, ustawy o zastawie rejestrowym i rejestrze zastawów, ustawy o kosztach sądowych w sprawach cywilnych oraz ustawy o komornikach sądowych i egzekucji.

## Zakres zastosowania

### Historyczny
Początkowo w postępowaniu uproszczonym rozpoznawane były wyłącznie sprawy o roszczenia wynikające z umów, jeżeli wartość przedmiotu sporu nie przekracza pięciu tysięcy złotych, a w sprawach o roszczenia wynikające z rękojmi lub gwarancji jakości, jeżeli wartość przedmiotu umowy nie przekracza tej kwoty o zapłatę czynszu najmu lokali mieszkalnych i opłat obciążających najemcę oraz opłat z tytułu korzystania z lokalu mieszkalnego w spółdzielni mieszkaniowej bez względu na wartość przedmiotu sporu.
Graniczną wartość przedmiotu sporu lub umowy podwyższono następnie do kwoty dziesięciu tysięcy złotych w 2004 oraz do dwudziestu tysięcy złotych w 2017. Oprócz tego zaktualizowano terminologię poprzez m.in. zmianę słów "towaru konsumpcyjnego" na "rzeczy sprzedanej konsumentowi", ale nie doprowadziło to do znaczącej zmiany zakresu spraw rozpoznawanych w postępowaniu uproszczonym

### Obecnie
Znaczące zmiany w zakresie zastosowania postępowania uproszczonego wprowadzone zostały w 2019. Obecnie w postępowaniu uproszczonym sąd rejonowy rozpoznaje sprawy o świadczenie, jeżeli wartość przedmiotu sporu nie przekracza dwudziestu tysięcy złotych, a w sprawach o roszczenia z rękojmi lub gwarancji przy sprzedaży – jeżeli wartość przedmiotu umowy nie przekracza tej kwoty. Nie rozpoznaje się w postępowaniu uproszczonym spraw małżeńskich, ze stosunków między rodzicami i dziećmi, z zakresu prawa pracy i ubezpieczeń społecznych (z wyjątkami).

## Odmienności względem postępowania zwykłego

### Postępowanie przed sądem pierwszej instancji

#### Połączenie roszczeń
Jednym pozwem można dochodzić tylko jednego roszczenia. Połączenie kilku roszczeń w jednym pozwie jest dopuszczalne tylko wtedy, gdy wynikają z tego samego stosunku prawnego lub kilku stosunków prawnych tego samego rodzaju. W przypadku niedopuszczalnego połączenia w jednym pozwie kilku roszczeń przewodniczący zarządza zwrot pozwu bez wezwania do usunięcia tego braku. Jeżeli w terminie tygodnia od dnia doręczenia zarządzenia o zwrocie powód cofnie pozew w zakresie żądań niepodlegających łączeniu, pozew w pozostałej części wywołuje skutek od daty jego pierwotnego wniesienia. Jeżeli powód dochodzi części roszczenia, sprawa podlega rozpoznaniu w postępowaniu uproszczonym, jeżeli postępowanie to byłoby właściwe dla całego roszczenia wynikającego z faktów przytoczonych przez powoda. W przeciwnym wypadku sprawa rozpoznawana jest z pominięciem przepisów o postępowaniu uproszczonym.

#### Zmiana powództwa, powództwo wzajemne i zarzut potrącenia
Zmiana powództwa jest niedopuszczalna (nie stosuje się tutaj m.in. przepisów o interwencji głównej i ubocznej). Za to powództwo wzajemne i potrącenia są dopuszczalne, jeżeli roszczenia nadają się do rozpoznania w postępowaniu uproszczonym.

#### Postępowanie dowodowe
Ilekroć ustalenie zasadności lub wysokości świadczenia powinno nastąpić przy zastosowaniu wiadomości specjalnych, od uznania sądu zależy powzięcie samodzielnej oceny opartej na rozważeniu wszystkich okoliczności sprawy albo zasięgnięcie opinii biegłego. Opinii biegłego nie zasięga się, jeżeli jej przewidywany koszt miałby przekroczyć wartość przedmiotu sporu, chyba że uzasadniają to wyjątkowe okoliczności.

### Apelacja i postępowanie przed sądem drugiej instancji
Strona obecna na posiedzeniu, na którym ogłoszono wyrok, może po jego ogłoszeniu w oświadczeniu złożonym do protokołu zrzec się prawa do wniesienia apelacji. W razie zrzeczenia się prawa do wniesienia apelacji przez wszystkich uprawnionych wyrok staje się prawomocny.
Apelację można oprzeć na zarzutach:
- naruszenia prawa materialnego przez błędną jego wykładnię lub niewłaściwe zastosowanie,
- naruszenie przepisów postępowania, jeżeli mogło ono mieć wpływ na wynik sprawy.

Po upływie terminu do wniesienia apelacji przytaczanie dalszych zarzutów jest niedopuszczalne.
Sąd rozpoznaje apelację w składzie jednego sędziego. Jeżeli sąd drugiej instancji stwierdzi, że zachodzi naruszenie prawa materialnego, a zgromadzone dowody nie dają wystarczających podstaw do zmiany wyroku, uchyla zaskarżony wyrok i przekazuje sprawę do ponownego rozpoznania. Uchylając zaskarżony wyrok sąd drugiej instancji może przekazać sprawę do rozpoznania z wyłączeniem przepisów o postępowaniu uproszczonym także, gdy sprawa według innych przepisów podlega rozpoznaniu w tym postępowaniu. Sąd drugiej instancji oddala apelację również wtedy, gdy mimo naruszenia prawa materialnego lub błędnego uzasadnienia zaskarżony wyrok odpowiada prawu.
Sąd drugiej instancji uzasadnia z urzędy jedynie wyrok uchylający zaskarżony wyrok i przekazujący sprawę sądowi pierwszej instancji do ponownego rozpoznania. Uzasadnienie wyroku sporządza się także na wniosek strony zgłoszony w terminie tygodniowym od dnia jego ogłoszenia lub doręczenia wyroku stronie, jeżeli nie był ogłoszony. Również w postępowaniu toczącym się na skutek zażalenia sąd uzasadnia wyłącznie postanowienie uchylające zaskarżone postanowienie lub zarządzenie. Jeżeli sąd drugiej instancji nie przeprowadził postępowania dowodowego, uzasadnienie wyroku powinno zawierać jedynie wyjaśnienie podstawy prawnej wyroku z przytoczeniem przepisów prawa. W sprawach, w których wartość przedmiotu sporu nie przekracza tysiąca złotych, uzasadnienie wyroku również ogranicza się do wyjaśnienia podstawy prawnej wyroku z przytoczeniem przepisów prawa, aczkolwiek od uznania sądu zależy rozszerzenie uzasadnienia o pozostałe elementy uzasadnienia wyroku w postępowaniu zwyczajnym.